# Kabupaten Pemalang
Kabupaten Pemalang es una de las regencias o municipios (kabupaten) localizados en la provincia de Java Central en Indonesia. El gobierno local del kabupaten se encuentra en la ciudad de Pemalang.
El kabupaten de Pemalang comprende una superficie de 1.118,03 km² y ocupa parte de la costa occidental de la isla de Sumatra. La población se estima en unos 1.522.301 habitantes.
El kabupaten se divide a su vez en 14 Kecamatan y 222 Desa.